# Эрбий
| 68        | Эрбий |
| Er167,259 |       |
| 4f126s2   |       |

Э́рбий (химический символ — Er; лат. Erbium) — химический элемент 3-й группы (по устаревшей классификации — побочной подгруппы третьей группы, IIIB) шестого периода периодической системы химических элементов Д. И. Менделеева, с атомным номером 68.
Относится к семейству лантаноидов.
Простое вещество эрбий — это мягкий редкоземельный металл серебристого цвета.

## История обнаружения
Впервые эрбий был выделен в 1843 году шведским химиком Карлом Густавом Мосандром из минерала гадолинита, найденного около селения Иттербю. Мосандер обнаружил примеси в концентрате Y2O3 и выделил из него три фракции: иттриевую, розовую «terbia» (которая содержала современный элемент эрбий) и бесцветную «erbia» (содержала элемент тербий, нерастворимый оксид тербия имеет коричневый оттенок). Тербий и эрбий некоторое время путали. Тербий был переименован в эрбий после 1860 года, а эрбий в тербий — в 1877 году.
Марк Делафонтен в 1864 году принялся работать с гадолинитом: эрбий и его соединения были детально изучены различными методами, в том числе с применением газовой горелки. Им же были предоставлены довольно ясные доказательства открытия эрбия. Пер Теодор Клеве в 1879 году, изучая эрбий, оставшийся после отделения от иттербия, пришёл к выводу о неоднородности фракции и открыл в его составе ещё два элемента: тулий и гольмий.
Достаточно чистый Er2O3 был независимо выделен в 1905 году Жоржем Урбэном и Чарльзом Джеймсом (27.04.1880 – 10.12.1928). Чистый металл был получен лишь в 1934 году Вильгельмом Карлом Клеммом и Боммером. Только в 1990-х годах китайский оксид эрбия упал в цене достаточно, чтобы использоваться как краситель для стекла.

## Происхождение названия
Наряду ещё с тремя химическими элементами (тербий, иттербий, иттрий) получил название в честь села Иттербю, находящегося на острове Ресарё, входящем в Стокгольмский архипелаг.

## Нахождение в природе
Кларк эрбия в земной коре (по Тэйлору) — 3,3 г/т, содержание в воде океанов — 2,4⋅10−6. Эти концентрации достаточны для того, чтобы разместить эрбий на 43-м месте по распространённости среди химических элементов в земной коре (таким образом, он более распространён, чем олово и вольфрам).
Как и прочие редкоземельные элементы, эрбий не встречается в природе в свободном состоянии, но содержится в монацитовых песках. Исторически было очень сложно и затратно разделять редкоземельные элементы, но ионообменная хроматография, разработанная к концу XX века, существенно снизила стоимость их получения.
Основными коммерческими источниками эрбия являются минералы ксенотим и эвксенит, а также, с недавних пор, глины южного Китая; в итоге, Китай превратился в основного поставщика этого элемента. В высокоиттриевой фракции концентрата иттрий составляет около 2/3 по весу, а эрбий — около 4-5 %. После растворения концентрата в кислоте эрбий окрашивает раствор в характерный розовый цвет — тот самый, который Мозандер наблюдал, исследуя минералы посёлка Иттербю.

### Месторождения
Эрбий входит в состав лантаноидов, которые встречаются очень редко. Лантаноиды встречаются в США, Казахстане, России, Украине, Австралии, Бразилии, Индии, Скандинавии.

## Изотопы
Естественный эрбий состоит из 6 стабильных изотопов: Er-162, Er-164, Er-166, Er-167, Er-168, Er-170; 166Er является наиболее распространённым (33,503 % естественного эрбия). Описаны 29 радиоизотопов, наиболее стабильны из которых 169Er с периодом полураспада 9,4 суток, 172Er с периодом полураспада 49,3 часов, 160Er с периодом полураспада 28,58 часов, 165Er с периодом полураспада 10,36 часов и 171Er с периодом полураспада 7,516 часов. У остальных радиоактивных изотопов период полураспада менее 3,5 часов, причём многие из них с периодом полураспада менее 4 минут. Этот элемент имеет также 13 ядерных изомеров, наиболее стабильный из которых Er-167m с периодом полураспада 2,269 с.
Изотопы эрбия лежат в диапазоне атомных масс от 142,9663 (для Er-143) до 176,9541 (для Er-177).

## Физические свойства
Полная электронная конфигурация атома эрбия: 1s22s22p63s23p64s23d104p65s24d105p66s24f12
Эрбий — это мягкий пластичный редкоземельный металл серебристого цвета. Не радиоактивен. Является ферромагнетиком.

## Биологическое воздействие
- Как и все редкоземельные металлы, эрбий не играет значительной биологической роли в живых организмах.
- Системная токсичность эрбия, по всей видимости, низкая.
- Является стимулятором метаболизма[источник не указан 36 дней].

## Получение
Металлический эрбий получают электролизом расплава хлорида (фторида) эрбия ErCl3 (ErF3), а также кальцийтермическим восстановлением этих солей.

## Применение
Одним из важнейших направлений использования эрбия является его применение в виде оксида (иногда бората) в атомной технике. Так, например, смесь оксида эрбия и оксида урана позволяет резко улучшить работу реакторов РБМК, улучшив в них энергораспределение, технико-экономические параметры, и что особенно актуально — безопасность работы реакторов.
Монокристаллы оксида эрбия используются в качестве высокоэффективных лазерных материалов. Непрерывные эрбиевые и тулиевые импульсные лазеры, работающие на длине волны 3 мкм, подходят для применения в лазерной хирургии: рабочая длина волны совпадает с частотой колебаний атомов O—H в воде — достигается сильное поглощение луча биологическими тканями.
Оксид эрбия добавляют в кварцевый расплав при производстве оптических волокон, работающих на сверхдальних расстояниях (ВЛЭ — волокно, легированное эрбием). При построении сверхдлинных оптических трасс встаёт проблема промежуточной регенерации сигнала из-за его естественного затухания при распространении в кварцевой нити. В случае, если трасса проходит по «сложным» участкам (например, под водой), размещение «преобразующих» станций регенерации (то есть таких, которые преобразуют слабый оптический сигнал в электрический, усиливают его и вновь преобразовывают в излучение лазера) становится технически очень сложной задачей ввиду необходимости обеспечения таких станций электропитанием. Оптическое волокно, легированное редкоземельным элементом эрбием, обладает способностью поглощать свет одной длины волны и испускать его на другой длине волны. Внешний полупроводниковый лазер посылает в волокно инфракрасный свет с длиной волны 980 или 1480 нм, возбуждая атомы эрбия. Когда в волокно поступает оптический сигнал с длиной волны от 1530 до 1620 нм, возбуждённые атомы эрбия излучают свет с той же длиной волны, что и входной сигнал. EDFA — erbium-doped fiber amplifier — усилитель, работающий по этому принципу.